# نیترو ایمیدازول
نیترو ایمیدازول (به انگلیسی: Nitroimidazole) با فرمول شیمیایی C۳H۳N۳O۲  یک مشتق ایمیدازولی بایک گروه آمیدی با شناسه پاب‌کم ۱۸۲۰۸ است. که جرم مولی آن ۱۱۳٫۰۷ g/mol می‌باشد. 
چندین مشتق از نیتروایمیدازول ها کلاس آنتی بیوتیکی "نیتروایمیدازول" ها را می سازند که علیه  عفونت های باکتری های بی هوازی و  انگلی استفاده می شوند.   "مترونیدازول"{(metronidazole (Flagyl } و "نیتروتیازول"{(nitrothiazoles (thiazole)} از اعضای این کلاس هستند. نیتروایمیدازول ها پس از احیا شدن در سلول های هایپوکسی، فعال می شوند و پس از تغییراتی به ترکیبات توکسیک تبدیل می شوند.

## نیتروایمیدازول آنتی بیوتیک
برخی از آنتی بیوتیک های نیتروایمیدازولی:
مترونیدازول، تینیدازول، سکنیدازول، اورنیدازول، آزانیدازول

سه نیتروایمیدازول: مترونیدازول, تینیدازول, نیمورازول